# Jean-François Daguzan
Jean-Francois Daguzan, né le 28 octobre 1953 à Fleurance (Gers), est directeur-adjoint à la Fondation pour la recherche stratégique (FRS).

## Biographie

### Jeunesse et études
Jean-François Daguzan est docteur en droit (1983) et docteur d'État en science politique (1986).

### Parcours professionnel
Il a été professeur associé à l'Université de Paris Panthéon-Assas entre 2000 et 2015.
Auparavant, il a été chargé de mission au Secrétariat général de la défense nationale (SGDN) du Premier Ministre, pour les questions industrielles et de Recherche-Développement (1987-1991). 
Il a été maître de recherche puis secrétaire général délégué du Centre de recherche et d'étude sur les stratégies et les technologies (CREST) (1991-1998) et directeur des études de la Fondation méditerranéenne d'études stratégiques (FMES) (1996-2000). 
Jean-François Daguzan est également rédacteur en chef de la revue Géoéconomie et directeur de la revue Maghreb-Machrek. Il est vice-président et trésorier de l'Institut Choiseul, ainsi que président du Conseil scientifique de l'Institut.
Il est auditeur de la 49°session de l'IHEDN.

## Ouvrages
- Le cerisiez d’Ezo, Balland, Paris, 2022
- La fin de l’État nation ? de Barcelone à Bagdad, CNRS Editions, Paris, 2015
- Les forces armées arabes et Moyen-orientales (dir. avec Stéphane Valter), ESKA, Paris, 2014
- Terrorisme(s) : abrégé d'une violence qui dure, CNRS Editions, Paris, 2006
- L'intelligence économique : quelles perspectives ? (avec Hélène Masson), L'Harmattan, Paris, 2004
- L'Asie centrale après la guerre contre la terreur, (dir. avec Pascal Lorot), PUF, L'Harmattan, Paris, 2004
- Le terrorisme non conventionnel (avec Oliver Lepick), nouvelle éd., PUF Paris, 2003
- Guerre et économie (dir. de l’ouvrage avec Pascal Lorot), Ellipses, 2003
- Les États-Unis et la Méditerranée, (sous la dir.), Publisud, Paris, 2002
- Le dernier rempart ? Forces armées et politiques de défense au Maghreb, Publisud, Paris, 1998.
- La Méditerranée : Nouveaux risques, nouveaux défis (dir. avec Raoul Girardet), Publisud, Paris, 1995.
- Les Forces Armées espagnoles, du Franquisme à la Démocratie 1936-1986, FEDN, Paris, 1987.
- L'Espagne à la croisée des chemins. Économie de la défense et stratégie du développement technologique, Publisud, Paris, 1988.